# Анджеюв (Янівський повіт)
Анджеюв (пол. Andrzejów) — село в Польщі, у гміні Годзішув Янівського повіту Люблінського воєводства.
Населення — 656 осіб (2011).
У 1975-1998 роках село належало до Тарнобжезького воєводства.

## Демографія
Демографічна структура станом на 31 березня 2011 року:
|          | Загалом | Допрацездатний вік | Працездатний вік | Постпрацездатний вік |
| -------- | ------- | ------------------ | ---------------- | -------------------- |
| Чоловіки | 336     | 74                 | 212              | 50                   |
| Жінки    | 320     | 65                 | 181              | 74                   |
| Разом    | 656     | 139                | 393              | 124                  |